# آروبا
آروبا جزیره‌ای است در جنوب دریای کارائیب، در منطقهٔ آنتیل کوچک و جزئی از پادشاهی هلند به‌شمار می‌آید.
این جزیره که ۳۳ کیلومتر درازا دارد در شمال شبه‌جزیرهٔ پاراگوانای ایالت فالکون ونزوئلا واقع شده‌است.
برخلاف بقیه منطقه کارائیب، آروبا آب‌وهوایی خشک و بیابانی و پوشیده از درختان کاکتوس دارد. این جزیره بیرون از کمربند توفان قرار دارد و جزیره‌ای گردشگری است.
مرکز آروبا، شهر اورنجستاد و زبان‌های رسمی آن هلندی و پاپیامنتو است.

## نگارخانه

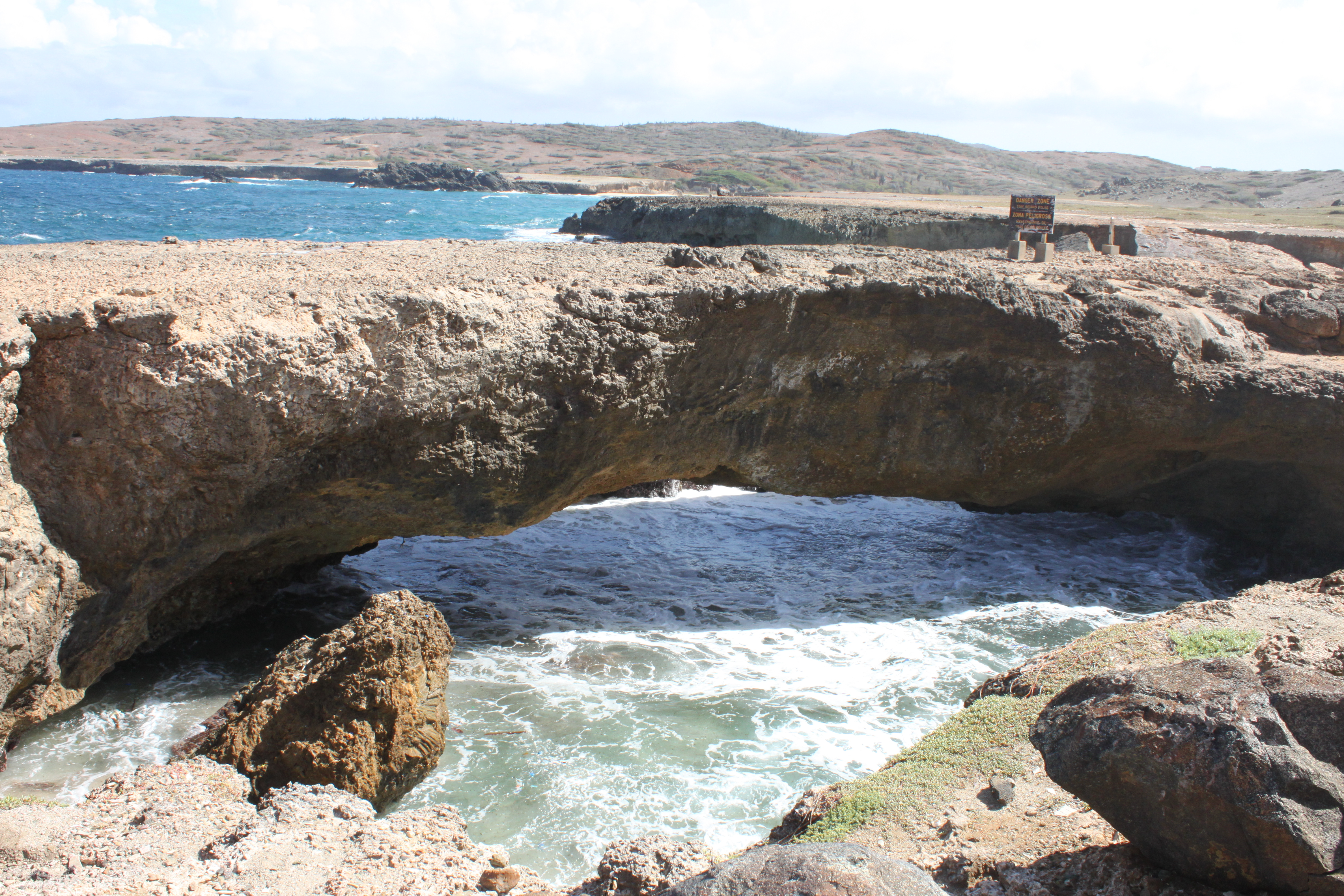
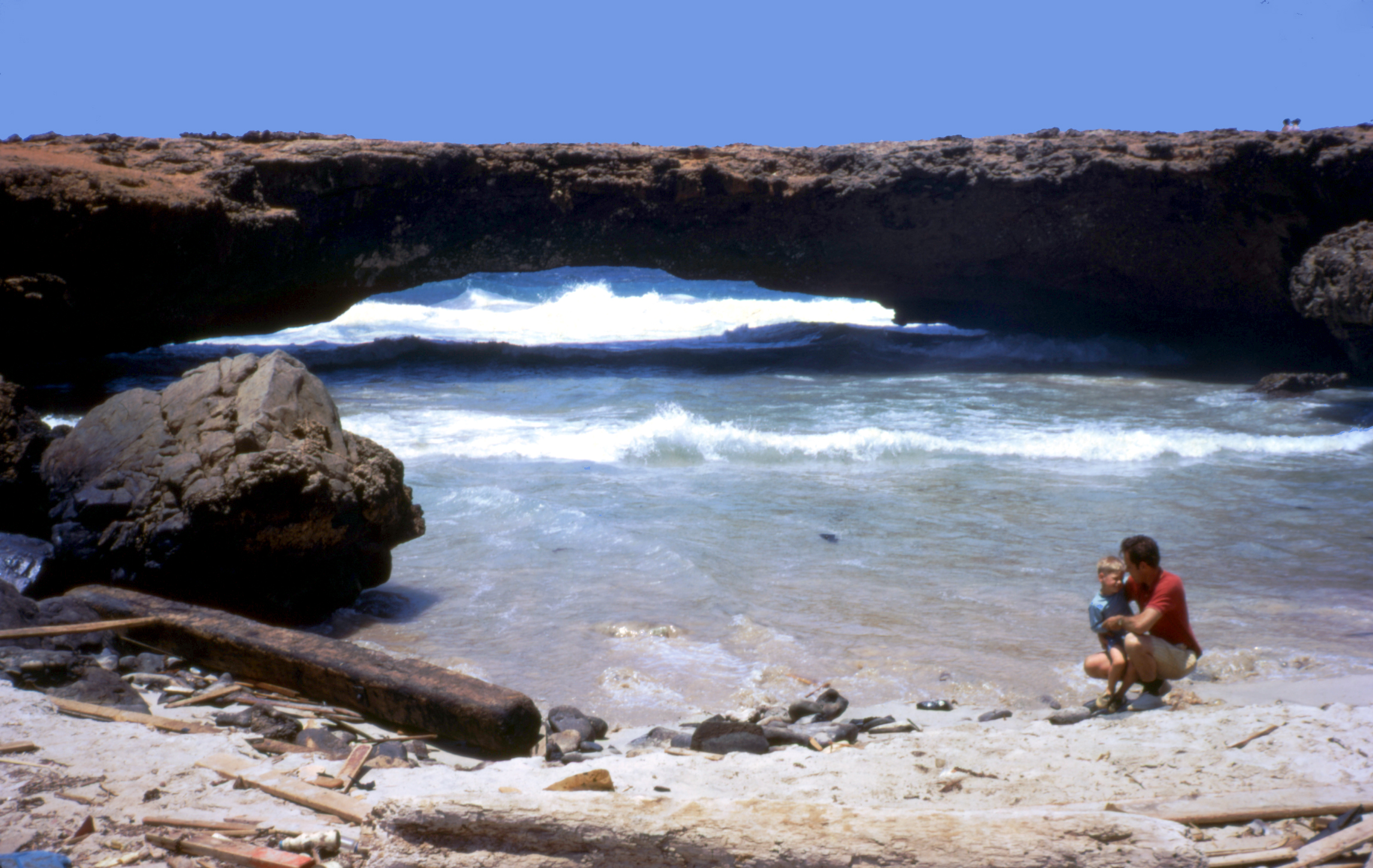